# Teleferica del porto di Barcellona
La Teleferica del porto di Barcellona (in catalanoTelefèric del Port) è una teleferica che collega il porto di Barcellona con la montagna del Montjuïc.
Insieme con la teleferica del Montjuïc è una delle due funivie portuali di Barcellona e venne costruita in occasione dell'Esposizione Universale del 1929 dalla ditta tedesca Adolf Bleichert & Co. di Lipsia, al tempo il più grande costruttore mondiale di funivie e sistemi di trasporto aereo, e inaugurata nel 1931.
La funivia attraversa tre stazioni: la Torre Sant Sebastià nel quartiere de La Barceloneta, la Torre Jaume I accanto al World Trade Center nel molo di Barcellona, e la stazione Miramar sul Montjuïc.

## Storia

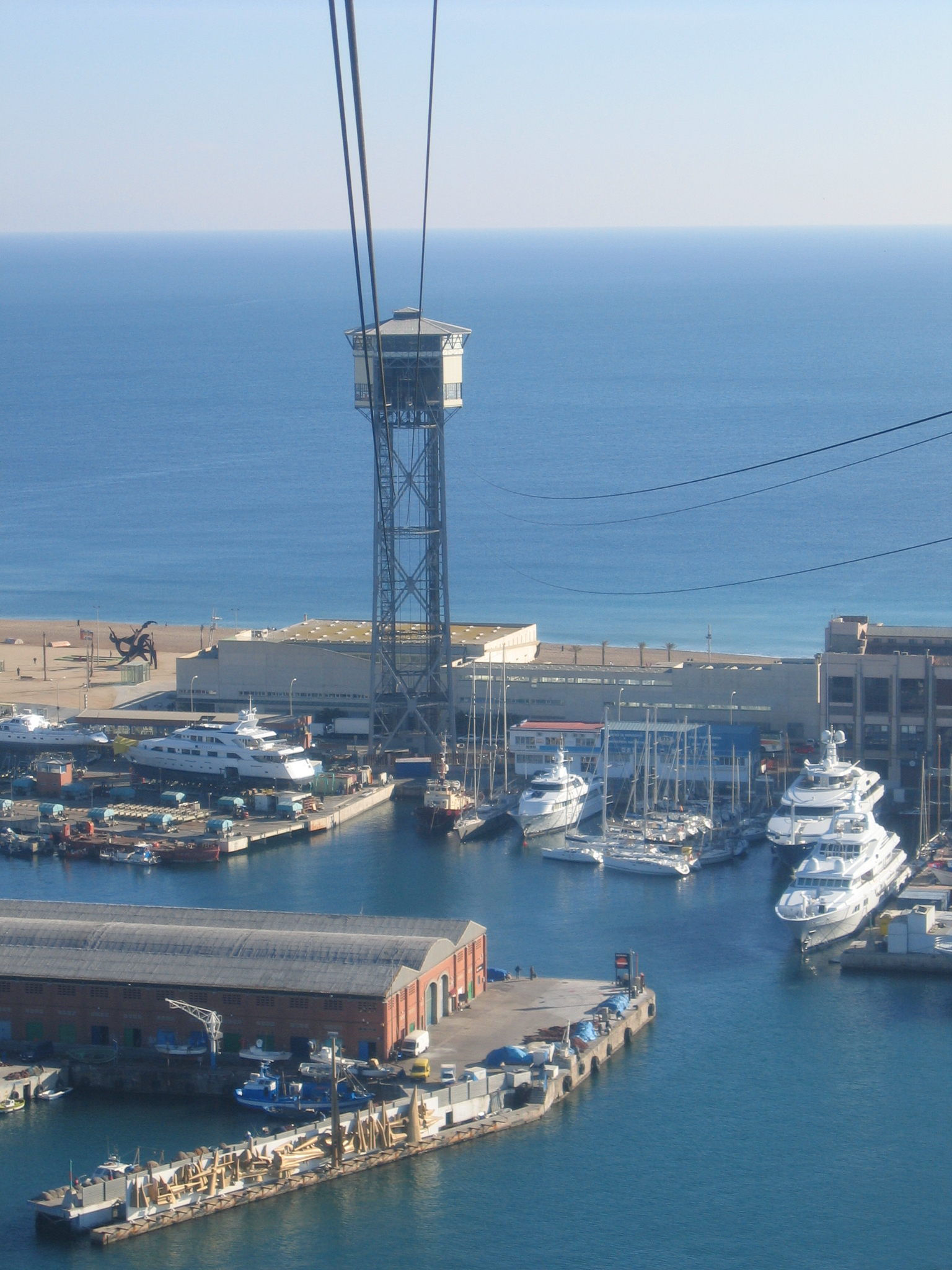
La Torre Sant Sebastià fotografata dalla funivia

La funivia fu progettata da Carles Buïgas per creare un collegamento rapido tra la zona del porto e i padiglioni dell'Expo 1929 situati sulle pendici del Montjuïc. Tuttavia il progetto non fu terminato in tempo per mancanza di finanziamenti e la linea entrò in servizio solo nel 1931, con quattro cabine in funzione contemporaneamente, due tra Miramar e la Torre Jaume I e due tra la Torre Jaume I e la Torre Sant Sebastià, con un trasbordo a metà tragitto.
Il servizio venne cancellato durante la guerra civile spagnola, quando furono rimossi i cavi di acciaio di collegamento e le torri vennero usate come punti di osservazione strategica; sulla Torre Jaume I fu installata anche una postazione di mitragliatrici. Al termine della guerra fu proposta la demolizione delle torri, ma l'idea venne abbandonata.
Nel 1960 la Torre Sant Sebastià fu riaperta al pubblico come ristorante. Nel 1963 la linea venne ripristinata, impiegando per l'intero percorso, senza trasbordo, solo due cabine con una capacità di 15 persona ciascuna. L'intero impianto fu ristrutturato nel 1995.
La funivia del porto viene utilizzata principalmente dai turisti per la vista panoramica della città, ma soprattutto del porto, che si gode dalle cabine.
Il servizio è gestito da una compagnia privata, Teleféricos de Barcelona S.A.